# One to One (Carole King)
One to One è un album in studio della cantautrice statunitense Carole King, pubblicato nel 1982.

## Tracce
Tutte le tracce sono state scritte da Carole King eccetto dove indicato.

1. One to One (King, Cynthia Weil) – 3:16
2. It's a War – 3:08
3. Lookin' Out for Number One – 3:15
4. Life Without Love (Gerry Goffin, Louise Goffin, Warren Pash) – 3:48
5. Golden Man – 5:24
6. Read Between the Lines – 2:54
7. (Love Is Like A) Boomerang – 2:35
8. Goat Annie – 4:01
9. Someone You Never Met Before (Goffin, King) – 3:16
10. Little Prince – 2:06